# Ernst Bernhard Schulz
Ernst Bernhard Schulz (auch Ernst B. Schulz, * 1. November 1896 in Cleveland, Cuyahoga County, Ohio; † 27. April 1985 in Richlandtown, Bucks County, Pennsylvania) war ein US-amerikanischer Politikwissenschaftler.

## Leben

### Familie und Ausbildung
Der gebürtige Clevelander Ernst Bernhard Schulz, Sohn des Ernst Paul Schulz sowie dessen Ehegattin Agnes Hermina geborene Krause, studierte nach dem Besuch der öffentlichen Schulen von 1915 bis 1918 am  Case Institute of Technology. Im Anschluss wechselte Schulz zum Studium der Politikwissenschaften an die University of Michigan nach Ann Arbor, 1920 erwarb er den akademischen Grad eines Bachelor of Science, im Folgejahr jenen eines Master of Arts. Im Jahre 1927 erfolgte seine Promotion zum Ph. D.
Ernst Bernhard Schulz heiratete am 21. Juni 1921 die aus Pittsburgh stammende Catherine Lillie (1903–1997). Aus dieser Verbindung entstammten die Kinder Robert, Constance, Dorothy und Mary. Schulz verstarb Ende April 1985 88-jährig im Zohlman Nursing Home in Richlandtown.

### Beruflicher Werdegang
Nach einer Anstellung als Assistent am Detroit Bureau of Governmental Research im Jahre 1921, übernahm er die Stelle des Secretary am Bureau of Government der University of Michigan, die er bis 1924 innehatte. Seine universitäre Lehrtätigkeit startete er 1922 als Instructor in Politikwissenschaften an der University of Cincinnati, die er bis 1923 ausübte. Seit 1924 wirkte Schulz in derselben Funktion an der University of Michigan. 1927 wurde in der Position eines Assistant Professor für Politikwissenschaften an die Lehigh University nach Bethlehem verpflichtet. 1931 wurde Ernst Bernhard Schulz zum Associate Professor, 1945 zum Full Professor befördert. Der ausgewiesene Experte in den Bereichen Politische Theorie sowie Stadtregierung wurde im Jahre 1966 emeritiert.
Ernst Bernhard Schulz hielt Mitgliedschaften in der American Political Science Association, der National Municipal League, der American Academy of Political and Social Science, der Kappa Sigma sowie der Tau Beta Pi inne.

## Schriften
- Government: A Phase of Social Organization, in: Lehigh University publications, vol. 3, no. 6., Lehigh University, Bethlehem, Pa., 1929
- An unsolved problem in city government: political leadership and expert administration, in: Lehigh University The Institute of Research. Circular; Science and technology, Lehigh University, Bethlehem, Pa., 1934
- The liability of municipal corporations for torts in Pennsylvania, in: Lehigh university The Institute of research. Circular, no. 121. Science and technology, no. 102, Lehigh University, Bethlehem, Pa., 1936
- Effect of the contract clause and the fourteenth amendment upon the power of the states to control municipal corporations, in: Circular (Lehigh University. Institute of Research), no. 143., Lehigh University, Bethlehem, Pa., 1938
- American city government; its machinery and processes, Stackpole & Heck, New York, 1949
- Democracy, in: Barron's essentials, Barron's Educational Series, Inc., Woodbury, N.Y., 1966
- Essentials of American Government, in: Barron's essentials; the efficient study guides, 367, Barron's Educational Series, Inc., Woodbury, N.Y., 1969